# グランドマート
株式会社グランドマートは、岡山県岡山市に本社を置くスーパーマーケットチェーン。シーエムシー加盟企業。

## 沿革
- 1969年3月 - 東岡山グランドマートで衣料品店を創業。
- 1973年3月 - 東山グランドマートで食料品店を創業。
- 1974年2月 - 総合販売株式会社として、資本金2,000万円で会社設立。
- 1977年7月 - 津高店を開店。本社を現在地へ移転。
- 2010年12月 - 中四国地方のスーパーで初となる「ノン・トレー包装」の精肉販売を開始[1]。
- 2011年5月 - 岡山理科大学内にセルフ式のうどん店「UDONや」をオープン[2]。

## 店舗
いずれも岡山市内で営業。
- 津高店 - 北区津高820
- 御津店 - 北区御津町金川110-1
- 佐山店 - 北区芳賀5112-103
- 理大店 - 北区理大町1-1
- 理大東店 - 北区理大町1-1
- 東岡山グランドマート - 中区長岡101-1（有限会社東岡山グランドマート）

### かつて存在した店舗
いずれも岡山市内で営業。
- 東山グランドマート
- 津島店
- 旭東店
- 光南台店：閉店後、株式会社ワッツの子会社が運営する100円ショップ「ランディ100」への転換を経て、現在はファミリーマートになっている。（グランドマートの建物は現存しない）
- おれんじマート（関連会社が運営）：閉店後、株式会社ワッツの子会社が運営する100円ショップ「ランディ100」に転換されている。